# Nieuwland (Vijfheerenlanden)
Pour les articles homonymes, voir Nieuwland.
Nieuwland est un village qui fait partie de la commune de Vijfheerenlanden dans la province néerlandaise de Hollande-Méridionale. Le village compte environ 1 000 habitants.
Nieuwland a été une commune indépendante jusqu'au 1er janvier 1986. Elle a fusionné avec Hei- en Boeicop, Leerbroek, Lexmond, Meerkerk, Ameide et Tienhoven pour former la nouvelle commune de Zederik.